# منطقه (فیلم ۱۹۸۹)
منطقه (به هندی: Ilaaka) یا محدوده فیلمی محصول سال ۱۹۸۹ و به کارگردانی عزیز سجاوال است. در این فیلم بازیگرانی همچون درمندرا، میتون چاکرابورتی، مادهوری دیکشیت، آمریتا سینگ، سانجی دات، راکهی گولزار، آمریش پوری، اوم پوری، عارون باکشی، بهارات بوشان، دالیپ تاهیل، جانی لور ایفای نقش کرده‌اند.